# Spirobolus elegans
Spirobolus elegans är en mångfotingart som beskrevs av Brandt 1833. Spirobolus elegans ingår i släktet Spirobolus och familjen Spirobolidae. Inga underarter finns listade i Catalogue of Life.